# Cryptopristus salviae
Cryptopristus salviae is een vliesvleugelig insect uit de familie Torymidae. De wetenschappelijke naam is voor het eerst geldig gepubliceerd in 2008 door Zerova.